# Eiphosoma luteum
Eiphosoma luteum là một loài tò vò trong họ Ichneumonidae.